# 75971 Unkingalls
75971 Unkingalls è un asteroide della fascia principale. Scoperto nel 2000, presenta un'orbita caratterizzata da un semiasse maggiore pari a 2,7173839 au e da un'eccentricità di 0,1022016, inclinata di 8,52742° rispetto all'eclittica.